# Walter Bingley
Walter Bingley (17 tháng 4 năm 1930 – tháng 3 năm 2017) là một cầu thủ bóng đá người Anh sinh ra ở Sheffield thi đấu ở Football League cho Bolton Wanderers, Sheffield Wednesday, Swindon Town, York City và Halifax Town.
Sau khi đầu quân cho Sheffield Wednesday năm 1955, ông giúp câu lạc bộ lên chơi tại Division One trong mùa giải đầu tiên.